# Avaré
Avaré é um município do interior do estado de São Paulo, no Brasil. Distancia-se 263 quilômetros da capital paulista. É oficialmente considerada uma estância turística.  O município é formado somente pelo distrito sede, que inclui o povoado de Barra Grande..

## Estância turística
Avaré é um dos 29 municípios paulistas considerados estâncias turísticas pelo Estado de São Paulo, por cumprirem determinados pré-requisitos definidos por Lei Estadual. Tal status garante a esses municípios uma verba maior por parte do Estado para a promoção do turismo regional. Também, o município adquire o direito de agregar junto a seu nome o título de "Estância Turística", termo pelo qual passa a ser designado tanto pelo expediente municipal oficial quanto pelas referências estaduais.

## Topônimo

Avaré: do tupi, abaré, padre, segundo Navarro

Para Eduardo Navarro, Avaré vem de abaré, que em tupi significa apenas "padre".

## História
- Fundação: 15 de setembro de 1861
- Emancipação: 7 de julho de 1875[9]

Fundada em meados do século XIX pelo major Vitoriano de Sousa Rocha e Domiciano Santana, o município surgiu em torno de uma capela votiva dedicada a Nossa Senhora das Dores.
Em busca de um lugar ideal para viver, com terras agricultáveis e água em abundância, os pioneiros de origem europeia chegaram à região da atual Avaré por volta de 1840, segundo as pesquisas mais recentes. Ao major Vitoriano de Sousa Rocha e a seu compadre, Domiciano Santana, é atribuída a fundação do município, cujo local, com vegetação exuberante e muitos recursos naturais, levou ambos, procedentes de Bragança Paulista e de Pouso Alegre, a enfrentarem as dificuldades iniciais, como os ataques de índios botocudos, e se estabelecerem.

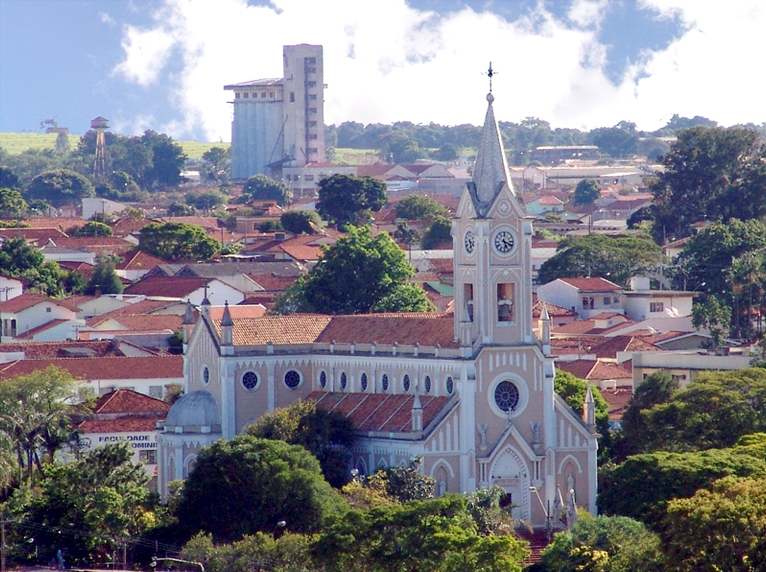
Santuário de Nossa Senhora das Dores

Por volta de 1861, ao cumprir uma antiga promessa - a vida salva de sua mulher depois de parto difícil - o major construiu uma capela bem no lugar onde hoje está erguido Santuário de Nossa Senhora das Dores. No altar da pequena igreja e futura matriz ele colocou a imagem daquela que se tornaria a padroeira do município.
Junto com o amigo Domiciano, fez, ainda, a doação de onze alqueires ao patrimônio da futura vila, isto no dia 15 de maio de 1862. Ao redor da capela, nasceu o povoado, chamado Rio Novo.
O major e Domiciano são considerados os fundadores e a data em que se comemora a festa do município é 15 de setembro, dia em que a liturgia católica celebra a festa de Nossa Senhora das Dores. A Vila do Rio Novo foi elevada à categoria de município com o nome de Avaré em 1891.

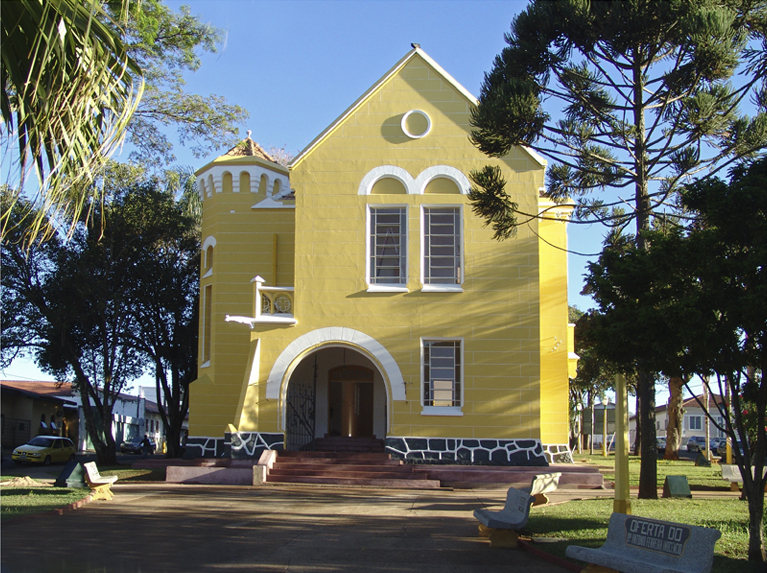
Memorial P. Bocci - Museu

Dentre os imigrantes que formaram a sociedade avareense, os integrantes da colônia portuguesa estão entre os de maior número. Também contribuíram para o desenvolvimento local: espanhóis, italianos, árabes, japoneses, lituanos, suíços e afrodescendentes.
Participaram ativamente da formação do povoado nomes hoje ligados à história social e política de Avaré, como o capitão Israel Pinto de Araújo Novais, o coronel João Baptista da Cruz e o alferes Manuel Marcelino de Sousa Franco, o Maneco Dionísio, que intercedeu no governo do estado para que a Estrada de Ferro Sorocabana, um marco do progresso local, passasse na antiga Rio Novo, o que não aconteceria segundo o projeto original.
Avaré (ou Abaré) vem do tupi abaré-y, nome dado pelo intendente ("prefeito") da época, coronel Eduardo Lopes de Oliveira, ao município, nome este que é de um morro arredondado (morro Avaré) que existe ao sul do município de Itatinga e que fica na então sua propriedade "Fazenda Avaré". Provavelmente Avaré queira apenas dizer "solitário", pois o tal morro está isolado de outros. A solicitação da troca do nome de "Rio Novo" para "Avaré" foi feita pelo coronel Eduardo ao então presidente do estado de São Paulo Américo Brasiliense de Almeida Melo, quando, então, o município ganhou autonomia política.

## Geografia

### Área territorial
Em área é o 20º maior município do estado de São Paulo

### Municípios limítrofes

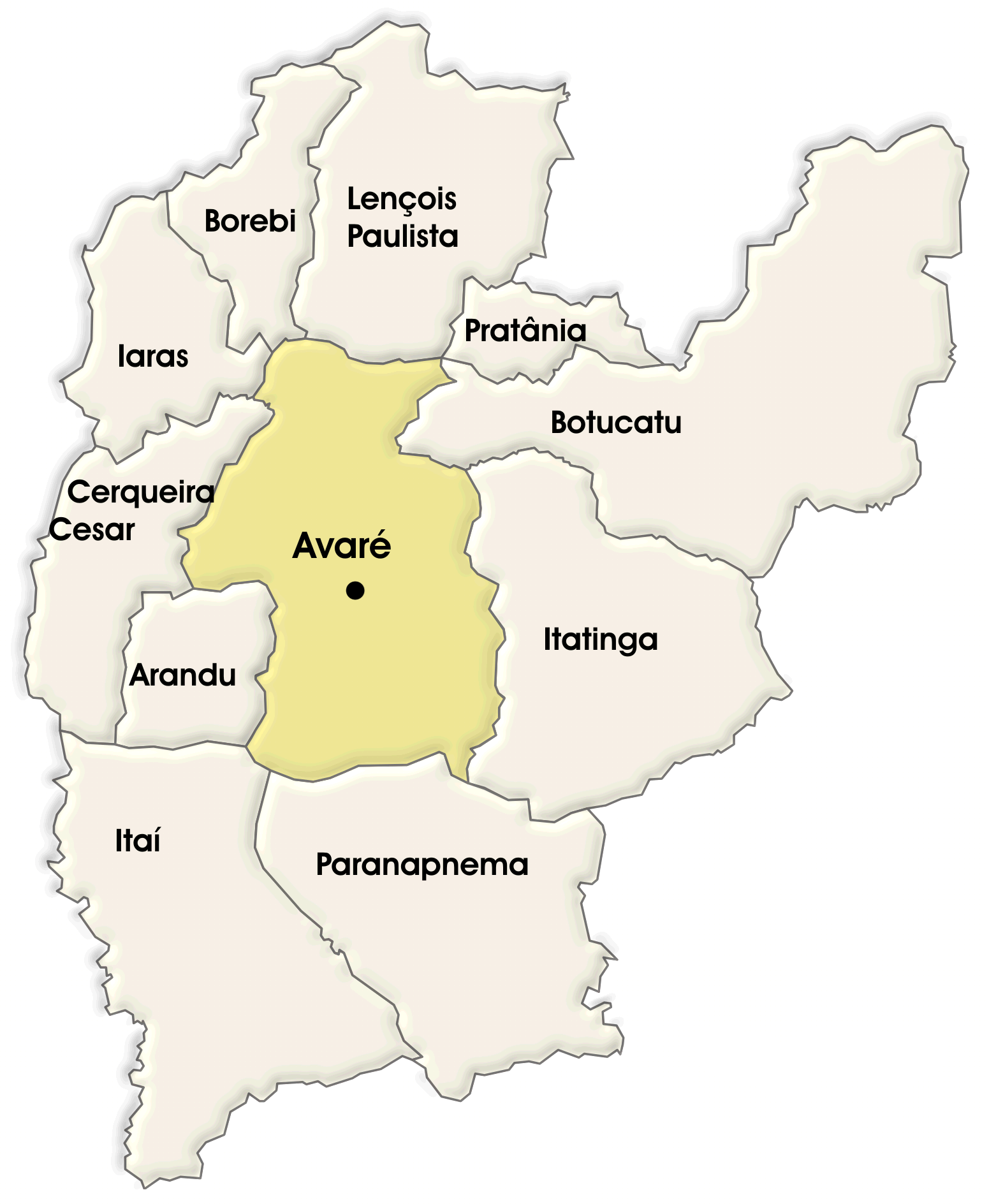
Municípios vizinhos.

- Norte: Borebi, Lençóis Paulista, Iaras e Pratânia
- Sul: Itaí e Paranapanema
- Leste: Botucatu e Itatinga
- Oeste: Cerqueira César e Arandu

### Hidrografia
- Rio Paranapanema
- Rio Pardo
- Rio Novo
- Barragem de Jurumirim
- Represa de Jurumirim
- Usina Hidrelétrica do Rio Novo
- Ribeirão do Lajeado - Atravessa a zona urbana.
- Rio Palmital (São Paulo)

### Clima
Segundo dados do Instituto Nacional de Meteorologia (INMET), referentes ao período entre 1931 e 1960 e a partir de 1968, a menor temperatura registrada em Avaré foi de −2 °C em 1942, nos dias 20 de junho e 12 de julho, e novamente em 5 de julho de 1953. A máxima histórica é de 40,5 °C em 9 de outubro de 1944. O recorde de precipitação em 24 horas é de 135,4 milímetros (mm) em 29 de dezembro de 1955 e 25 de maio de 2005. Outros acumulados iguais ou superiores a 100 mm foram 115,8 mm em 4 de outubro de 1972, 114,6 mm em 10 de julho de 1995, 108,4 mm em 22 de janeiro de 2005, 106 mm em 26 de outubro de 1937, 101,4 mm em 10 de dezembro de 1998, 101,1 mm em 11 de janeiro de 1986 e 100,2 mm em 27 de novembro de 1940. Desde 1968, o recorde mensal de precipitação foi registrado em dezembro de 1986, com acumulado de 494,2 mm.
| Dados climatológicos para Avaré | Dados climatológicos para Avaré | Dados climatológicos para Avaré | Dados climatológicos para Avaré | Dados climatológicos para Avaré | Dados climatológicos para Avaré | Dados climatológicos para Avaré | Dados climatológicos para Avaré | Dados climatológicos para Avaré | Dados climatológicos para Avaré | Dados climatológicos para Avaré | Dados climatológicos para Avaré | Dados climatológicos para Avaré | Dados climatológicos para Avaré |
| Mês | Jan                             | Fev                             | Mar                             | Abr                             | Mai                             | Jun                             | Jul                             | Ago                             | Set                             | Out                             | Nov                             | Dez                             | Ano                             |
| --- | ------------------------------- | ------------------------------- | ------------------------------- | ------------------------------- | ------------------------------- | ------------------------------- | ------------------------------- | ------------------------------- | ------------------------------- | ------------------------------- | ------------------------------- | ------------------------------- | ------------------------------- |
| Temperatura máxima recorde (°C) | 39,4                            | 38,4                            | 37,4                            | 35,2                            | 36,1                            | 35                              | 34,4                            | 36,8                            | 36,4                            | 40,5                            | 37,8                            | 39,6                            | 40,5                            |
| Temperatura máxima média (°C) | 28,3                            | 29,1                            | 28,8                            | 27,4                            | 24                              | 23,4                            | 23,5                            | 25,5                            | 26,4                            | 27,8                            | 28,4                            | 28,5                            | 26,8                            |
| Temperatura média compensada (°C) | 22,7                            | 23,1                            | 22,8                            | 21,3                            | 18,1                            | 17,8                            | 16,8                            | 18,5                            | 19                              | 20,9                            | 21,5                            | 22,3                            | 20,4                            |
| Temperatura mínima média (°C) | 18,8                            | 18,9                            | 18,3                            | 16,9                            | 14,1                            | 13,1                            | 12,8                            | 13,6                            | 14,4                            | 15,7                            | 16,5                            | 17,9                            | 15,9                            |
| Temperatura mínima recorde (°C) | 11,9                            | 10,4                            | 10,5                            | 4,6                             | 1,2                             | −2                              | −2                              | 0,4                             | 3,3                             | 7,5                             | 9,3                             | 11,6                            | −2                              |
| Precipitação (mm) | 287,5                           | 182,6                           | 159,5                           | 105,6                           | 94,4                            | 62,5                            | 56,9                            | 48,4                            | 96,5                            | 143,1                           | 131,3                           | 210,5                           | 1 578,8                         |
| Dias com precipitação (≥ 1 mm) | 16                              | 13                              | 11                              | 7                               | 7                               | 5                               | 4                               | 4                               | 7                               | 9                               | 9                               | 13                              | 105                             |
| Fonte: Instituto Nacional de Meteorologia (INMET) (normal climatológica de 1981-2010; recordes de temperatura: 1931-1960 e 1968-presente) |                                 |                                 |                                 |                                 |                                 |                                 |                                 |                                 |                                 |                                 |                                 |                                 |                                 |

### Rodovias

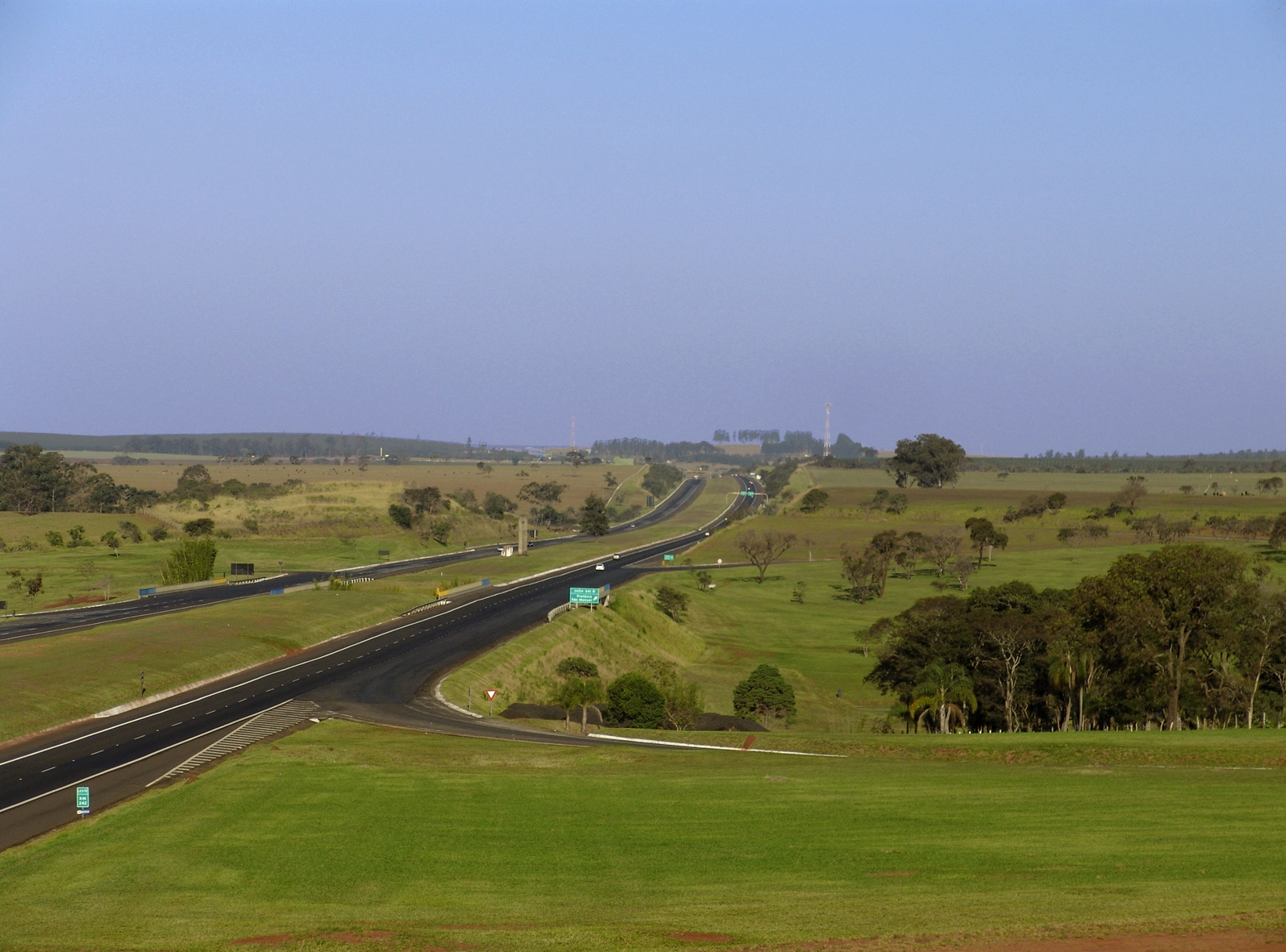
Trevo na Rodovia Castelo Branco.

- SP-245 - Rodovia Salim Antonio Curiati
- SP-251 - Rodovia Chico Landi
- SP-255 - Rodovia João Mellão
- SP-280 - Rodovia Castelo Branco

### Ferrovias
- Linha Tronco da antiga Estrada de Ferro Sorocabana [18]

## Demografia

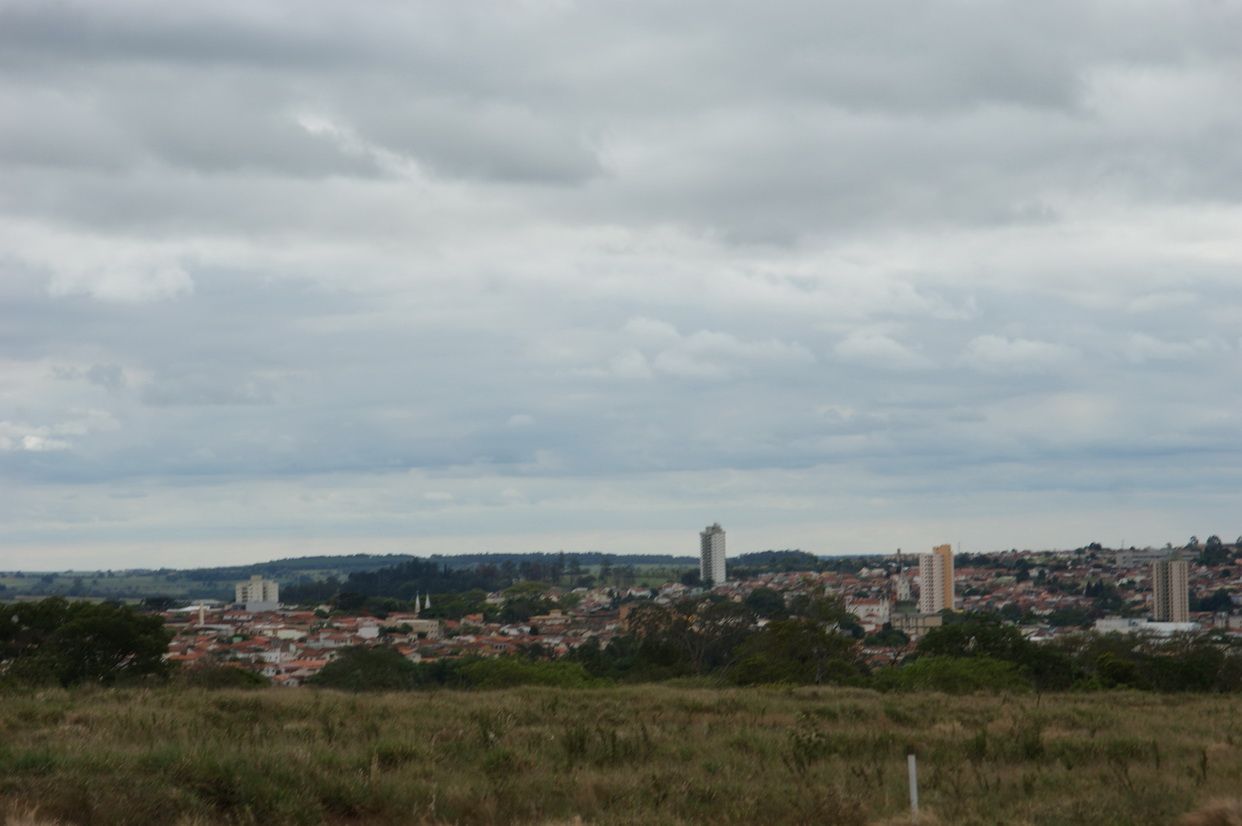
Vista da cidade.

### População
| Crescimento populacional                             | Crescimento populacional | Crescimento populacional | Crescimento populacional |
| Ano                                                  | População Total          |                          | %±                       |
| ---------------------------------------------------- | ------------------------ | ------------------------ | ------------------------ |
| 1890                                                 | 16 352                   |                          | —                        |
| 1900                                                 | 10 028                   |                          | −38,7%                   |
| 1910                                                 | 21 000                   |                          | 109,4%                   |
| 1920                                                 | 23 221                   |                          | 10,6%                    |
| 1925                                                 | 28 205                   |                          | 21,5%                    |
| 1934                                                 | 29 524                   |                          | 4,7%                     |
| 1937                                                 | 31 563                   |                          | 6,9%                     |
| 1940                                                 | 28 628                   |                          | −9,3%                    |
| 1946                                                 | 24 407                   |                          | −14,7%                   |
| 1950                                                 | 27 478                   |                          | 12,6%                    |
| 1958                                                 | 32 090                   |                          | 16,8%                    |
| 1960                                                 | 36 689                   |                          | 14,3%                    |
| 1970                                                 | 37 854                   |                          | 3,2%                     |
| 1980                                                 | 46 921                   |                          | 24,0%                    |
| 1991                                                 | 61 101                   |                          | 30,2%                    |
| 2000                                                 | 76 472                   |                          | 25,2%                    |
| 2010                                                 | 82 934                   |                          | 8,5%                     |
| 2022                                                 | 92 805                   |                          | 11,9%                    |
| Est. 2024                                            | 96 098                   | [ 19 ]                   | 3,5%                     |
| Fontes: Censos Demográficos IBGE e Estimativas SEADE |                          |                          |                          |

### Dados demográficos
A população do município, de acordo com o censo realizado pelo IBGE - Instituto Brasileiro de Geografia e Estatística, divulgado em 1 de dezembro de 2010, apresenta os seguintes dados:
- População urbana: 79391 habitantes.
- População rural: 3543 habitantes.
  - Total da população : 82934 habitantes.
  - alfabetizada:
  - taxa de alfabetização: 93,50%

## Política e administração

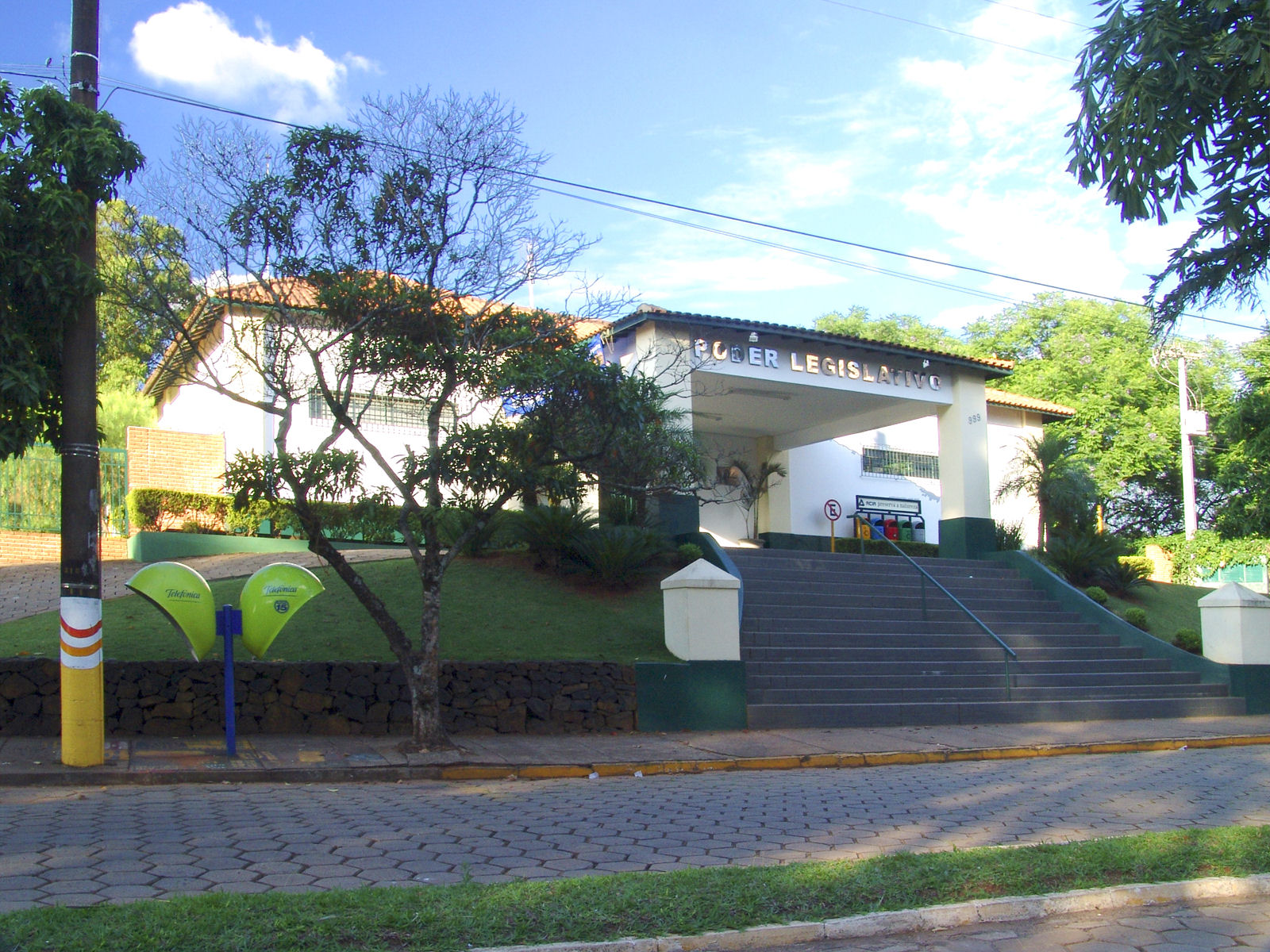
Antiga Câmara Municipal de Avaré, sede do poder legislativo.

- Prefeito: Joselyr Benedito Costa Silvestre (Jo Silvestre) (2021/2024) - (Filho do ex-prefeito Joselyr Benedito Silvestre)
- Vice-prefeito: Bruna Maria Costa Silvestre - (Filha do ex-prefeito Joselyr Benedito Silvestre)
- Presidente da Câmara: Luiz Claudio da Costa (PODEMOS)

## Economia
A economia gira em torno da agricultura, pecuária, serviços e do turismo explorado às margens da Represa de Jurumirim. Na agricultura foi considerado nos anos 30 como a capital nacional do algodão. Até a grande geada de 1975 foi grande produtor de café. A pecuária é muito desenvolvida, a partir do ano de 2006 é visível o desenvolvimento das plantações de cítricos e de cana-de-açúcar pela instalação de uma usina de açúcar e álcool.

## Infraestrutura

### Transportes

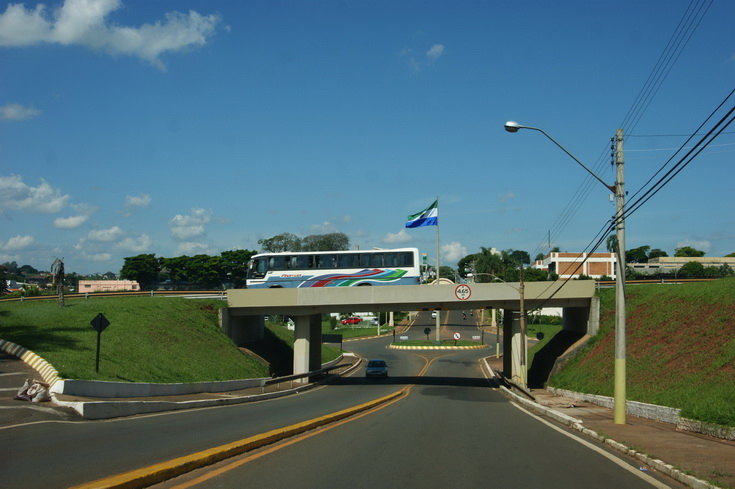
Rotatória de entrada da cidade.

Rodoviário
1. Empresa Ônibus Princesa do Norte
2. Empresa Ônibus Rápido Campinas

Aeroporto
Ferroviário
- Trem Bandeirante da Fepasa (extinto em 1999) [25]

Frota 2014
- Automóvel	32.118
- Caminhão	 1.342
- Caminhão trator	  200
- Caminhonete	4.292
- Camioneta	1.496
- Micro-ônibus	  160
- Motocicleta    10.526
- Motoneta	2.959
- Ônibus	          290
- Trator de rodas	    2
- Utilitário	  308
- Outros	        1.571
- Total de Veículos 55.264

### Educação
Possui 4 instituições de ensino superior instaladas, sofrendo migração de estudantes da região. Ainda oferece ensino técnico gratuito em duas instituições publicas (federal e estadual).
- Estabelecimentos de ensino pré-escolar (2004): 37
- Estabelecimentos de ensino fundamental (2004): 34
- Estabelecimentos de ensino médio (2004): 12
- Estabelecimentos de ensino Superior (2005): 4

### Saúde

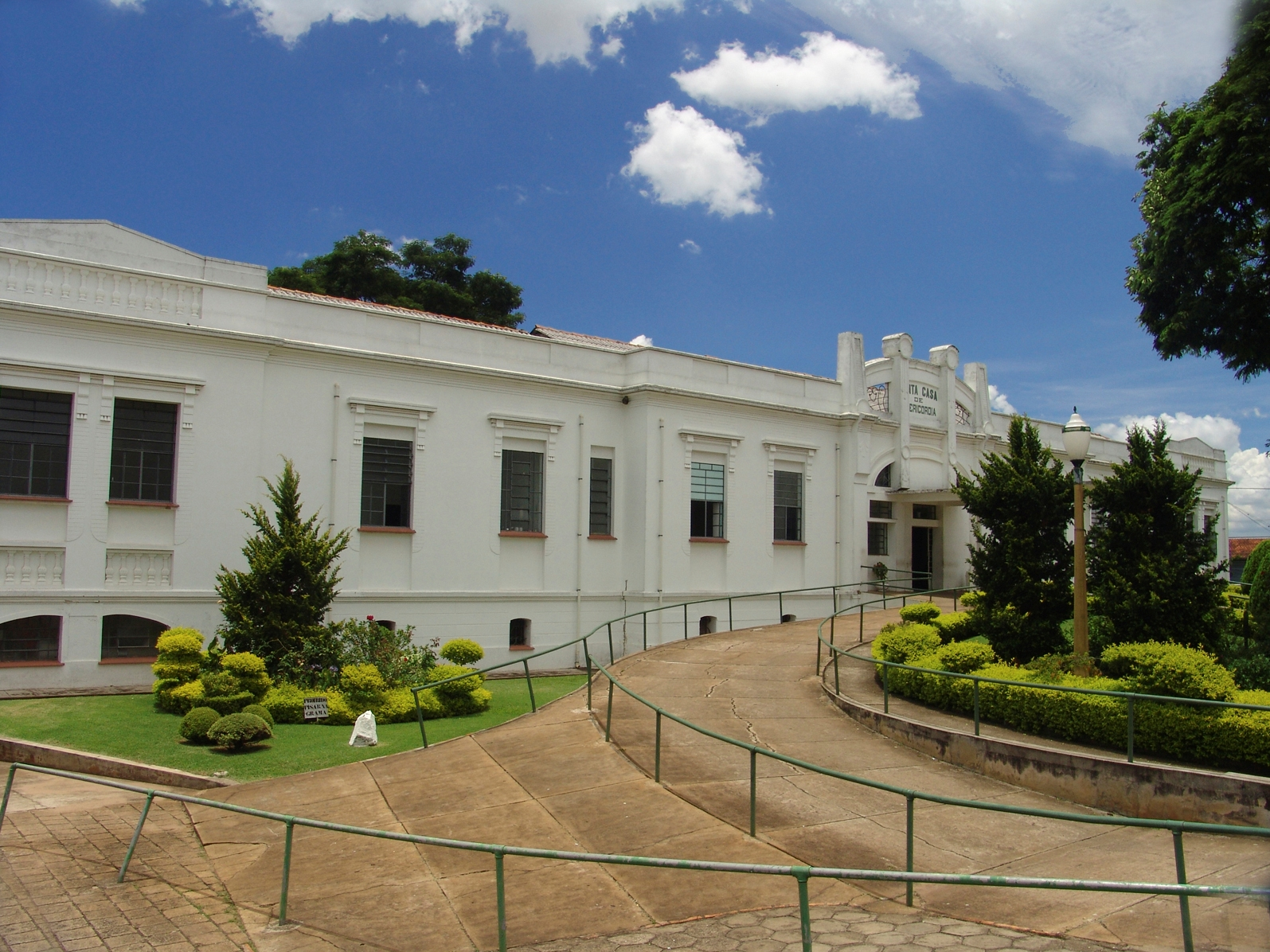
Santa Casa de Avaré.

- Hospitais: 2
- Pronto Socorro Municipal: 1

### Comunicações
Telefonia
O sistema de telefones automáticos foi inaugurado na cidade pela Companhia Telefônica Brasileira (CTB) em 1970. Já o sistema de discagem direta à distância (DDD) foi implantado em 1974 pela Telecomunicações de São Paulo (TELESP) com o código de área (0147).
Na década de 90 o código DDD da cidade foi alterado para (014), para padronização do sistema telefônico com a telefonia celular que estava sendo implantada em todo o estado.
Emissoras de rádio
- Uni FM 90,3
- Band FM 98,7
- Paulista FM 99,5
- Interativa FM 101,7
- Jovem Pan FM 102,1
- Cidadania FM 104,9
- Rádio Avaré FM 107,1

## Turismo
O turismo é um ponto forte do município, que hoje é uma estância turística. "Terra da Água, do Verde e do Sol", Avaré é um convite à beleza e à paz de sua represa.
Todo ano acontecem eventos tradicionais como a EMAPA (Exposição Municipal Agropecuária de Avaré), mostra que reúne criadores e pecuaristas de várias partes do País, o que levou o município a ser conhecido como "Capital Nacional do Cavalo" e a FAMPOP (Feira Avareense de Música Popular Brasileira), que tem como objetivo despertar a nova geração de músicos, compositores e intérpretes da música brasileira.
Horto Florestal (Floresta Estadual de Avaré), criado em 1945 pelo governo do estado, é um roteiro turístico obrigatório.

## Pessoas ilustres
- Paulistas de Avaré

## Religião
O Cristianismo se faz presente na cidade da seguinte forma:

### Igreja Católica
- A igreja faz parte da Arquidiocese de Botucatu.[31]

### Igrejas Evangélicas
Entre as igrejas protestantes históricas, pentecostais e neopentecostais, encontram-se na cidade:
- Assembleia de Deus Ministério do Belém.[34][35]
- Congregação Cristã no Brasil.[36]